# Tête de jeune femme (Léonard de Vinci, musée du Louvre)
La Tête de jeune femme est un dessin réalisé vers 1490 à la pointe d'argent sur papier par Léonard de Vinci et conservé au département des arts graphiques du musée du Louvre à Paris.

## Description

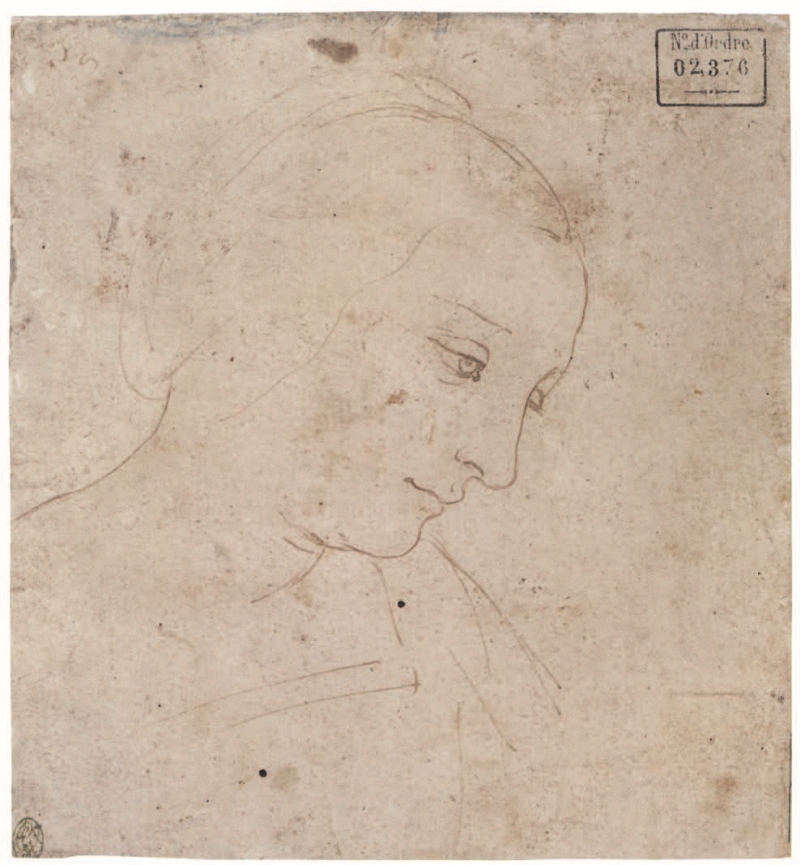
Léonard de Vinci, verso de la feuille portant la Tête de jeune femme, n° INV 2373 verso.

Le dessin de la Tête de jeune femme a pour support une feuille de papier pratiquement carrée de dimensions 17,9 × 16,8 cm. Il est réalisé à la pointe d'argent sur papier préparé bleu pâle, bénéficie de rehauts de blanc,. Le dos de la feuille comporte un dessin identique et en miroir obtenu certainement par transparence.
Il présente le portrait d'une jeune femme en buste. Ses épaules et son visage sont tournés vers la gauche du cadre et ce dernier, de trois-quarts face, est incliné vers le bas.
En outre, le support présente un croquis en bas à gauche d'un homme nu en buste, réalisé à la pierre noire. Il n'est pas de la main du maître puisqu’il présente les caractéristiques d'un droitier.

## Création
Réalisé entre 1483 et 1485, le dessin est considéré comme une étude préparatoire à la tête de la Vierge Marie présente sur le tableau de la Madone Litta réalisé dans la même période par Giovanni Antonio Boltraffio ou Marco d'Oggiono et conservé au musée de l'Ermitage à Saint-Pétersbourg,.

### Ouvrages
- Vincent Delieuvin (commissaire) et Louis Frank (commissaire), musée du Louvre (trad. de l'italien), Léonard de Vinci : 1452–1519 (Livret distribué au visiteur de l’exposition au musée du Louvre, du 24 octobre 2019 au 24 février 2020), Paris, Musée du Louvre, 2019, 121 p. (ISBN 978-2-85088-725-3), chap. 162 (« Sainte Anne, la Vierge, l'Enfant Jésus et saint Jean-Baptiste »).
- Allessandro Vezzosi (trad. de l'italien par Françoise Lifran), Léonard de Vinci : Art et science de l'univers, Paris, Découvertes Gallimard, 16 avril 2010, 160 p. (ISBN 978-2-07-034880-0).
- Frank Zöllner (trad. de l'allemand), Léonard de Vinci 1452 - 1519 : tout l'œuvre peint et graphique, Cologne, Tashen, août 2017, 488 p. (ISBN 978-3-8365-6296-6, lire en ligne).